# Libusza Dolna
Libusza Dolna (Dolna Niwa) – część wsi Libusza w Polsce, położona w województwie małopolskim, w powiecie gorlickim, w gminie Biecz. Wchodzi w skład sołectwa Libusza.
W latach 1975–1998 Libusza Dolna położona była w województwie krośnieńskim.